# Dyrepasser i Zoo
Dyrepasser i Zoo er en dansk dokumentarfilm fra 1984 instrueret af Willy Rohde.

## Handling
En morgen i Zoologisk have. En masse mennesker gør klar til, at publikum kan besøge havens 2.000 dyr. Der gøres rent, tilberedes mad og ses til dyrene. Haven summer af aktivitet, fremgår det af filmen, som følger dyrepasserne fra dyr til dyr